# Нагороди ФІФА для найкращих 2020
5-та церемонія вручення нагород премії «The Best FIFA Football Awards»

17 грудня 2020
Найкращий футболіст світу: 
 Роберт Левандовський

Найкраща футболістка світу: 
  Люсі Бронз

Найкращий воротар світу: 
 Мануель Ноєр

Найкраща воротарка світу: 
 Сара Буадді

Найкращий тренер світу: 
 Юрген Клопп

Найкращий тренер жіночих команд світу: 
 Саріна Вігман

Нагорода імені Ференца Пушкаша: 
 Сон Хин Мін

Премія за чесну гру Fair Play: 
 Маттіа Агнесе
< 2019 Церемонії вручення 2021 >
Нагороди ФІФА для найкращих 2020 (англ. The Best FIFA Football Awards 2020) — п'ята щорічна церемонія вручення нагороди найкращим футболістам і тренерам, яка вручається керівним органом ФІФА. Відбулася 17 грудня 2020 року у онлайн-режимі через пандемію COVID-19 .
Найкращим футболістом оголосили Роберта Левандовського.

## Переможці та номінанти

### Найкращий футболіст світу
Одинадцять гравців потрапили в шорт-лист, оголошений 25 листопада 2020 року. Трійку фіналістів, Ліонеля Мессі, Роберта Левандовського та Кріштіану Роналду було оголошено 11 грудня 2020 року.
Критеріями вибору були відповідні досягнення за період з 20 липня 2019 року по 7 жовтня 2020 року.
| Ранг           | Гравець              | Клуб                           | Національність | Голоси (%) |
| -------------- | -------------------- | ------------------------------ | -------------- | ---------- |
| 1              | Роберт Левандовський | «Баварія» (Мюнхен)             | Польща         | 52         |
| 2              | Кріштіану Роналду    | «Ювентус»                      | Португалія     | 38         |
| 3              | Ліонель Мессі        | «Барселона»                    | Аргентина      | 35         |
| Інші кандидати |                      |                                |                |            |
| 4              | Садіо Мане           | «Ліверпуль»                    | Сенегал        | 29         |
| 5              | Кевін Де Брейне      | «Манчестер Сіті»               | Бельгія        | 26         |
| 6              | Мохаммед Салах       | «Ліверпуль»                    | Єгипет         | 25         |
| 7              | Кіліан Мбаппе        | «Парі Сен-Жермен»              | Франція        | 19         |
| 8              | Тьяго Алькантара     | «Баварія» (Мюнхен) «Ліверпуль» | Іспанія        | 17         |
| 9              | Неймар               | «Парі Сен-Жермен»              | Бразилія       | 16         |
| 10             | Вірджіл ван Дейк     | «Ліверпуль»                    | Нідерланди     | 13         |
| 11             | Серхіо Рамос         | «Реал Мадрид»                  | Іспанія        | 7          |

### Найкращий воротар світу
25 листопада 2020 року шість гравців потрапили в шорт-лист. Три фіналісти були оприлюднені 11 грудня 2020 року.
| Ранг           | Воротар               | Клуб                | Національність | Очки |
| -------------- | --------------------- | ------------------- | -------------- | ---- |
| 1              | Мануель Ноєр          | «Баварія» (Мюнхен)  | Німеччина      | 28   |
| 2              | Алісон                | «Ліверпуль»         | Бразилія       | 20   |
| 3              | Ян Облак              | «Атлетіко» (Мадрид) | Словенія       | 12   |
| Інші кандидати |                       |                     |                |      |
| 4              | Кейлор Навас          | «Парі Сен-Жермен»   | Коста-Рика     | 5    |
| 5              | Марк-Андре тер Штеген | «Барселона»         | Німеччина      | 4    |
| 6              | Тібо Куртуа           | «Реал Мадрид»       | Бельгія        | 3    |

### Найкращий тренер світу
П'ять тренерів потрапили до шорт-листа, оголошеного 25 листопада 2020 року. Три фіналісти були оприлюднені 11 грудня 2020 року.
| Ранг           | Тренер          | Команда            | Голоси (%)                                                         |
| -------------- | --------------- | ------------------ | ------------------------------------------------------------------ |
| 1              | Юрген Клопп     | «Ліверпуль»        | 24 (перевага на основі більшої кількості голосів тренерів збірних) |
| 2              | Ганс-Дітер Флік | «Баварія» (Мюнхен) | 24                                                                 |
| 3              | Марсело Б'єлса  | «Лідс Юнайтед»     | 11                                                                 |
| Інші кандидати |                 |                    |                                                                    |
| 4              | Зінедін Зідан   | «Реал Мадрид»      | 9                                                                  |
| 5              | Хулен Лопетегі  | «Севілья»          | 4                                                                  |

### Найкраща футболістка світу
Одинадцять футболісток потрапили в шорт-лист 25 листопада 2020 року Три фіналісти були оприлюднені 11 грудня 2020 року.
Критеріями вибору були відповідні досягнення за період з 8 липня 2019 року по 7 жовтня 2020 року.
| №              | Гравець             | Клуб                       | Національність | Голоси (%) |
| -------------- | ------------------- | -------------------------- | -------------- | ---------- |
| 1              | Люсі Бронз          | «Ліон» «Манчестер Сіті»    | Англія         | 52         |
| 2              | Пернілле Хардер     | «Вольфсбург» «Челсі»       | Данія          | 40         |
| 3              | Венді Ренар         | «Ліон»                     | Франція        | 35         |
| Інші кандидати |                     |                            |                |            |
| 4              | Вівіанне Мідема     | «Арсенал»                  | Нідерланди     | 31         |
| 5              | Дельфін Каскаріно   | «Ліон»                     | Франція        | 30         |
| 6              | Дженіфер Марожан    | «Ліон»                     | Німеччина      | 25         |
| 7              | Сем Керр            | «Чикаго Ред Старз» «Челсі» | Австралія      | 20         |
| 8              | Каролін Грем Хансен | «Барселона»                | Норвегія       | 15         |
| 9              | Дженніфер Ермосо    | «Барселона»                | Іспанія        | 15         |
| 10             | Сакі Кумагай        | «Ліон»                     | Японія         | 7          |
| 11             | Чі Союн             | «Челсі»                    | Південна Корея | 7          |

### Найкраща воротарка світу
25 листопада 2020 року шість гравців потрапили в шорт-лист Три фіналісти були оприлюднені 11 грудня 2020 року.
| №              | Гравець           | Клуб                             | Національність | Очки |
| -------------- | ----------------- | -------------------------------- | -------------- | ---- |
| 1              | Сара Буадді       | «Ліон»                           | Франція        | 24   |
| 2              | Крістіане Ендлер  | «Парі Сен-Жермен»                | Чилі           | 22   |
| 3              | Алісса Негер      | «Чикаго Ред Старз»               | США            | 10   |
| Інші кандидати |                   |                                  |                |      |
| 4              | Анн-Катрін Бергер | «Челсі»                          | Німеччина      | 6    |
| 5              | Гедвіг Ліндаль    | «Вольфсбург» «Атлетіко» (Мадрид) | Швеція         | 5    |
| 6              | Еллі Робак        | «Манчестер Сіті»                 | Англія         | 5    |

### Найкращий тренер жіночих команд світу
Сім тренерів спочатку потрапили в шорт-лист 25 листопада 2020 року. Три фіналісти були оприлюднені 11 грудня 2020 року.
| №              | Тренер         | Команда      | Голоси (%) |
| -------------- | -------------- | ------------ | ---------- |
| 1              | Саріна Вігман  | Нідерланди   | 26         |
| 2              | Жан-Люк Вассер | «Ліон»       | 20         |
| 3              | Емма Гейс      | «Челсі»      | 12         |
| Інші кандидати |                |              |            |
| 4              | Стефан Лерх    | «Вольфсбург» | 7          |
| 5              | Луїс Кортес    | «Барселона»  | 6          |
| 6              | Ріта Гуаріно   | «Ювентус»    | 1          |
| 7              | Хеге Ріїзе     | «Квіннер»    | 0          |

### Нагорода імені Ференца Пушкаша
Одинадцять гравців, які потрапили до шорт-листа, були оголошені 25 листопада 2020 року. Три фіналісти були оприлюднені 11 грудня 2020 року.. Усі голи були забиті з 20 липня 2019 року по 7 жовтня 2020 року. Кожному зареєстрованому користувачеві FIFA.com було дозволено брати участь у фінальному голосуванні до 9 грудня 2020 року, що проходило на офіційному вебсайті FIFA. Потім серед трьох кандидатів, що набрали найбільше голосів, комісія з десяти «експертів ФІФА» обрала переможця.
| № | Гравець                 | Матч                           | Змагання                    | Дата           | Очок |
| - | ----------------------- | ------------------------------ | --------------------------- | -------------- | ---- |
| 1 | Сон Хин Мін             | «Тоттенгем Готспур» — «Бернлі» | Прем'єр-ліга Англії 2019/20 | 7 грудня 2019  | 24   |
| 2 | Джорджіан Де Арраскаета | «Сеара» — «Фламенгу»           | Серія А Бразилії 2019       | 25 серпня 2019 | 22   |
| 3 | Луїс Суарес             | «Барселона» — «Мальорка»       | Ла Ліга Іспанії 2019–20     | 7 грудня 2019  | 20   |

### Нагорода вболівальників
Нагорода відзначає найкращі фанатські моменти чи жести у період з вересня 2019 року по вересень 2020 року, незалежно від чемпіонату, статі чи національності. Шорт-лист був складений групою експертів ФІФА, і кожен зареєстрований користувач FIFA.com міг брати участь у фінальному голосуванні до 16 грудня 2020 року.
Три кандидати були оголошені 25 листопада 2020 року.
| № | Фан(и)                        | Матч | Змагання | Дата | Голосів |
| - | ----------------------------- | ---- | -------- | ---- | ------- |
| 1 | Марівалдо Франсіско да Сільва | ?    | ?        | ?    | 138122  |
| 2 | Вболівальники Колумбії        | ?    | ?        | ?    | 116 616 |
| 3 | Джеймс Андерсон               | ?    | ?        | ?    | 86182   |

### Премія за чесну гру Fair Play
| Переможець    | Команда              | Причина                                                                |
| ------------- | -------------------- | ---------------------------------------------------------------------- |
| Маттіа Агнезе | «Оспедалетті Кальчо» | Надано першу допомогу супернику, який втратив свідомість під час матчу |

### Збірна футболістів ФІФА
Шорт-лист із 55 гравців був оголошений 10 грудня 2020 року.
| Назва                    | Клуб(и)                            |
| Воротар                  | Воротар                            |
| ------------------------ | ---------------------------------- |
| Аліссон                  | «Ліверпуль»                        |
| Захисники                |                                    |
| Трент Александер-Арнольд | «Ліверпуль»                        |
| Альфонсо Дейвіс          | «Баварія» (Мюнхен)                 |
| Вірджіл ван Дейк         | «Ліверпуль»                        |
| Серхіо Рамос             | «Реал Мадрид»                      |
| Півзахисники             |                                    |
| Кевін Де Брейне          | «Манчестер Сіті»                   |
| Йозуа Кімміх             | «Баварія» (Мюнхен)                 |
| Тьяго                    | - «Баварія» (Мюнхен) - «Ліверпуль» |
| Нападники                |                                    |
| Роберт Левандовський     | «Баварія» (Мюнхен)                 |
| Ліонель Мессі            | «Барселона»                        |
| Кріштіану Роналду        | «Ювентус»                          |

### Збірна футболісток ФІФА
Шорт-лист з 55 футболісток був оголошений 10 грудня 2020 року.
| Назва             | Клуб(и)                                  |
| Воротарка         | Воротарка                                |
| ----------------- | ---------------------------------------- |
| Крістіане Ендлер  | «Парі Сен-Жермен»                        |
| Захисниці         |                                          |
| Міллі Брайт       | «Челсі»                                  |
| Люсі Бронз        | - «Ліон» - «Манчестер Сіті»              |
| Венді Ренар       | «Ліон»                                   |
| Півзахисниці      |                                          |
| Барбара Бонансеа  | «Ювентус»                                |
| Вероніка Бокете   | - «Юта Роялс» - «Мілан»                  |
| Дельфін Каскаріно | «Ліон»                                   |
| Нападниці         |                                          |
| Пернілле Хардер   | - «Вольфсбург» - «Челсі»                 |
| Тобін Гіт         | - «Портленд Торнс» - «Манчестер Юнайтед» |
| Вівіанне Мідема   | «Арсенал»                                |
| Меган Рапіноу     | «ОЛ Рейн»                                |

## Журі

### Чоловіча частина
До складу експертної групи, яка відібрала номінантів серед футболістів та тренерів, увійшли:
- Кафу
- Ессам Ель-Хадарі
- Дієго Форлан
- Фарид Мондрагон
- Пак Чі Сон
- Бастіан Швайнштайгер
- Христо Стоїчков
- Давід Суасо
- Яя Туре
- Давід Вілья

### Жіноча частина
До складу експертної групи, яка відібрала номінантів серед футболісток та тренерок, увійшли:
- Рейчел Браун
- Хан Дуань
- Джилл Елліс
- Джулі Флітінг
- Росана Гомес
- Ембер Герн
- Штеффі Джонс
- Лотта Шелін
- Джекі Шіпанга
- Мелісса Танкреді